# Grob Textile

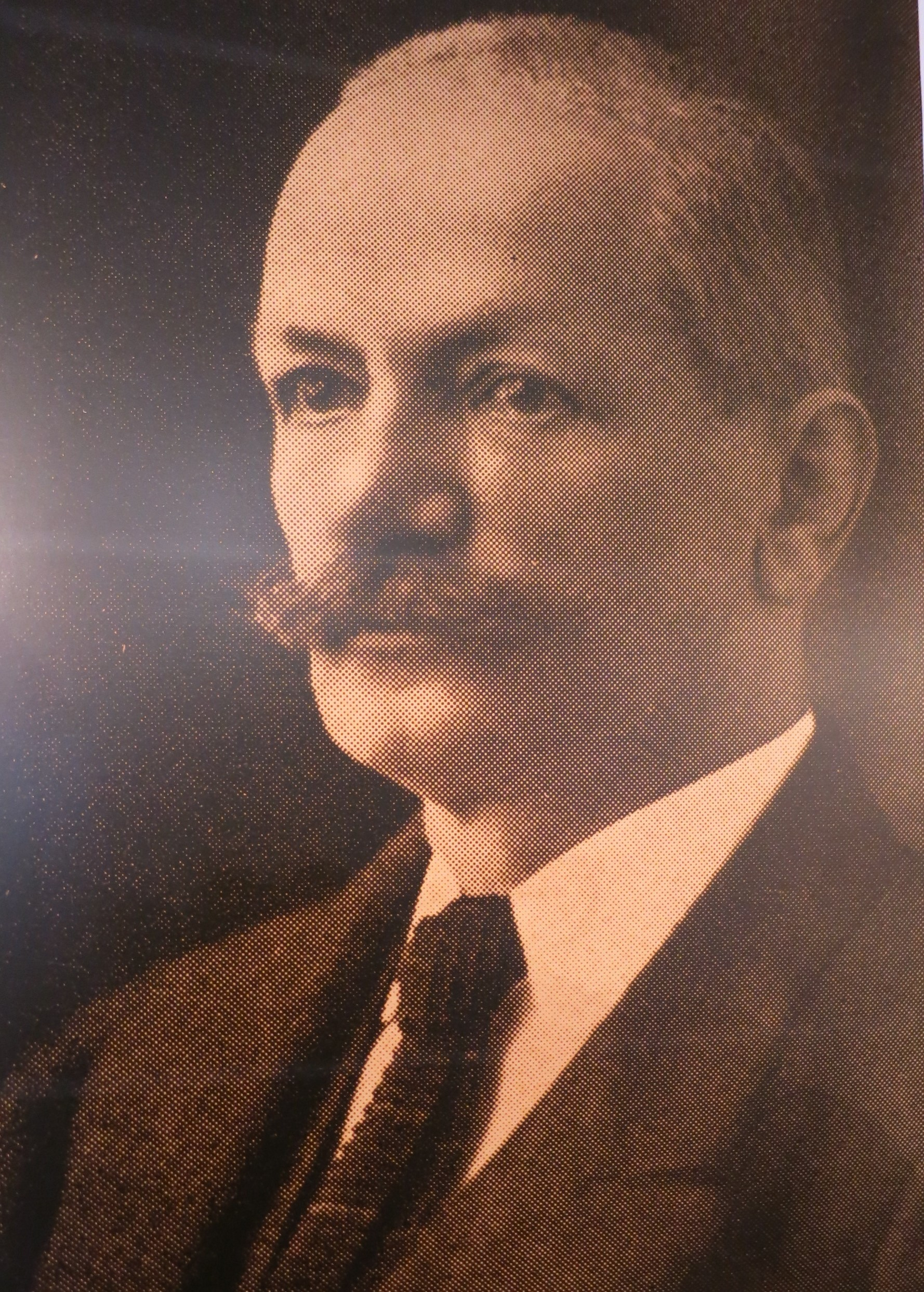
Julius Grob 1864–1925

Die Firma Grob Textile AG wurde 1864 in Horgen, im Kanton Zürich, Schweiz gegründet und bestand bis 2010. Sie war einer der weltweit führenden Textilmaschinen-Zulieferer für Webgeschirre (Flachstahl-Weblitzen, Webschäften, Kettfadenwächtern und Lamellen), die bis zu 95 % exportiert wurden.

## Geschichte
Jakob Grob gründete 1864 eine Webblattfabrik (Blattzahnmacherei) im Quartier «Heubach» in Horgen. Nach seinem Tod führte seine Frau Regula Grob-Nägeli mit dem Mitarbeiter Samuel Vollenweider den Betrieb erfolgreich weiter. Sie verlegte die Fabrik 1873 an die Löwengasse.
Nachdem Samuel Vollenweider 1880 ein eigenes Unternehmen gegründet hatte, übernahm 1883 der zwanzigjährige Sohn, Julius Grob (1864–1925), als gelernter Blattmacher die Geschäftsführung. Bald entwickelte er eigene Ideen und wandelte die Blattzahnmacherei in eine Webgeschirrfabrik um. Es gelang ihm mit dem kaltgewalzten Stahldraht, der für die Webeblattzähne verwendet wurde, Weblitzen herzustellen. Nachdem die Versuche bei der Seidenwebschule Zürich und der Mechanischen Weberei Adliswil MSA erfolgreich verliefen, konnte er 1889 sein erstes Patent für Flachstahlweblitzen anmelden.

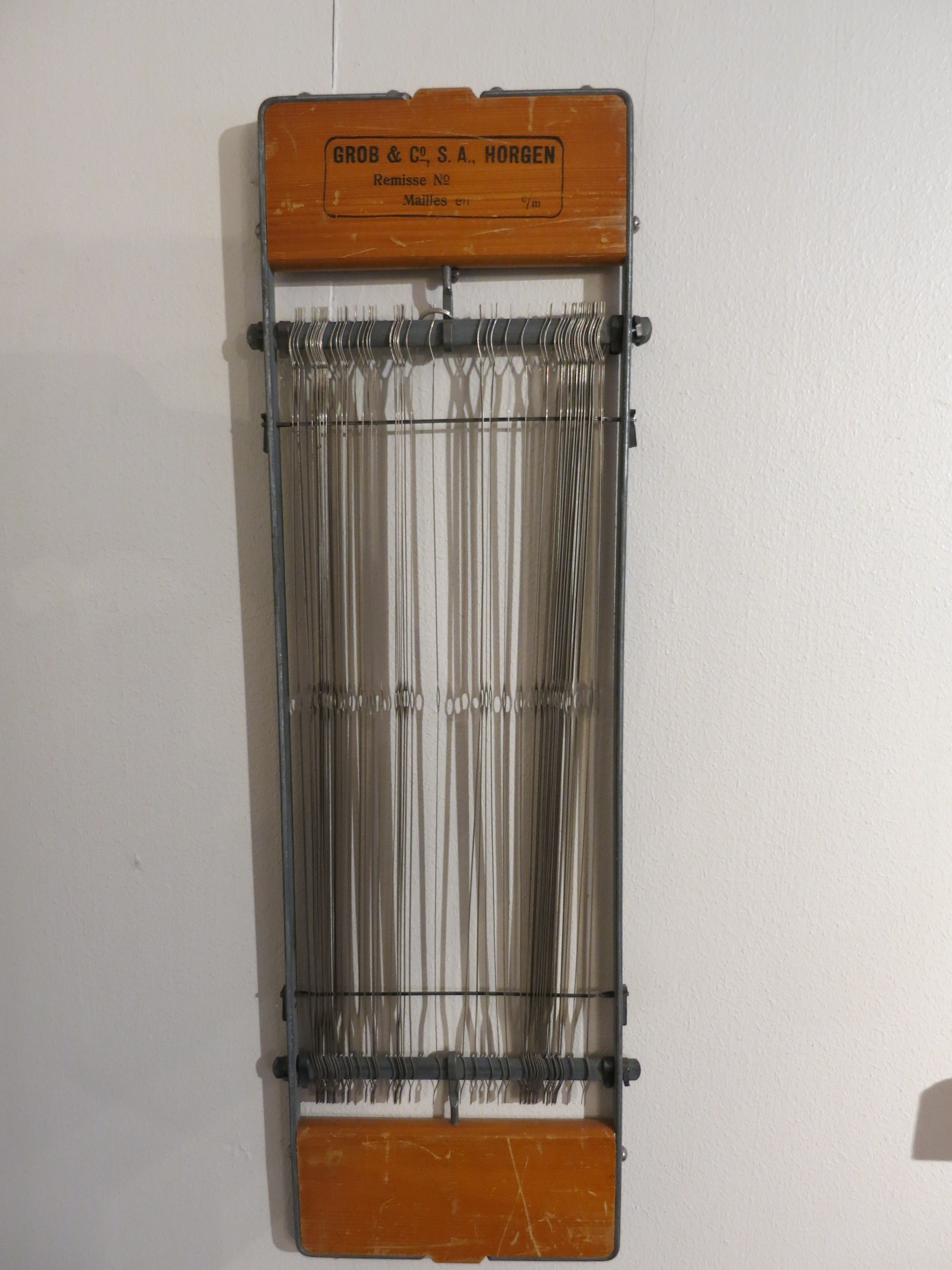
Grob Weblitzen (Ortsmuseum Sust Horgen)

1891 wurde die Einzelfirma in die Kommanditgesellschaft Grob + Co. und 1924 in eine Aktiengesellschaft umgewandelt. Für die Arbeiter wurde 1925 eine Personalversicherung geschaffen, die 1931 mit einer Personalfürsorgestiftung erweitert wurde. 1934 wurde die Firma A. Zipfel & Co. Lachen übernommen.
1943 schlossen sich die vier Textilmaschinenfabriken Grob, Schweiter, Stäubli und Vollenweider zur Vertriebs- und Werbegemeinschaft «Die 4 von Horgen» zusammen, um die damaligen Schwierigkeiten zu meistern und ihre Selbständigkeit bewahren zu können.
Nach dem Zweiten Weltkrieg wurden im Ausland mehrere Tochtergesellschaften gegründet: «Societa Grob Italiana S.p.A.» (1949), «Grob Corporation» USA (1950) und «Nihon Grob Japan» (1973). 1952 waren über 300 Mitarbeiter beschäftigt.
1974 wurden die Fabrikations- und Verwaltungsgebäude an der Horgener Seestrasse von der Wanner AG übernommen. Die meisten Mitarbeiter wurden bei Grob weiter beschäftigt.
Mit der Gründung der Grob Thusis AG zog die Filiale Chur nach Thusis in die von der Feller AG erworbene Fabrik. Die meisten ehemaligen Feller Mitarbeiter fanden eine Stelle bei Grob.
1991 konnte der Fabrikationsneubau an der Seestrasse bezogen werden. Rund 1000 Mitarbeiter (die Hälfte in Horgen) waren 1993 bei Grob für die weltweite Kundschaft tätig.
Im Jahr 2001 übernahm die deutsche Groz-Beckert-Gruppe das Unternehmen. 2008 wurde der Firmenhauptsitz nach Lachen verlegt. Die Weltwirtschaftskrise traf die exportierende Textilindustrie mit besonderer Härte.
2010 mussten die Betriebe in Horgen und Lachen geschlossen werden.